# Kråktjärnen (Rättviks socken, Dalarna, 675437-147651)
Kråktjärnen är en sjö i Rättviks kommun i Dalarna och ingår i Dalälvens huvudavrinningsområde.